# Головнин, Иван Васильевич
Иван Васильевич Головнин (1922—1995) — советский лингвист-японовед; профессор МГУ, доктор филологических наук, автор учебника японского языка, заслуженный деятель науки РСФСР.

## Биография
Родился 6 июля 1922 года в деревне Юдинцы Кировской области в крестьянской семье. В 1937—1940 гг. учился в Шабалинском педагогическом училище в пос. Ленинское. Летом 1940 года начал преподавательскую деятельность учителем в Игнашенской школе (Кировская область), но в октябре был призван в ряды Красной Армии. Служил в пограничных войсках — на Карельском перешейке, в Забайкалье, в Монголии.
В 1942 году был направлен на курсы военных переводчиков при штабе Тихоокеанского флота во Владивостоке, где обучался японскому языку. В 1943—1945 годах был слушателем Военного института иностранных языков в Москве. С августа 1945 г. по октябрь 1947 г. продолжал службу в рядах Советской Армии в качестве переводчика.
Осенью 1947 года поступил в аспирантуру Военного института иностранных языков. В 1952 году защитил кандидатскую диссертацию на тему «Глагольные времена в современном японском литературном языке» и, получив степень кандидата филологических наук, занял должность преподавателя (затем — старшего преподавателя) японского языка в Военном институте иностранных языков.
С 1962 года работал в Институте иностранных языков при МГУ, в 1963 году получил звание доцента и должность заведующего кафедрой языков и литератур стран Дальнего Востока, впоследствии — кафедра японской филологии ИСАА МГУ. Эту кафедру он возглавлял до 1990 года. В 1968—1982 годах — заведующий филологическим отделением, в 1965—1968 годах — декан историко-филологического факультета Института восточных языков (позже — Института стран Азии и Африки).
В 1973 году защитил докторскую диссертацию на тему «Предложение и система его типов в современном японском языке» и получил степень доктора филологических наук; с 1975 года — профессор. В 1980 году ему было присвоено звание заслуженного деятеля науки РСФСР.
Был награждён орденами Красной Звезды, «Знак Почёта». За вклад в развитие японской лингвистики и развитие культурных связей между народами Японии и СССР (России) он был награждён одной из высших наград Японии — орденом Священного сокровища 3-й степени. Награждён японским орденом Восходящего солнца.
Умер 30 декабря 1995 года.
И. В. Головнин создал московскую школу преподавания японского языка, под его редакцией был издан самый известный классический учебник японского языка, который неоднократно переиздавался.